# Imagen de la Virgen María Madre de Dios de Guadalupe
Imagen de la Virgen María Madre de Dios de Guadalupe es un libro publicado en 1648 para ayudar a enriquecer la veneración mariana en la Ciudad de México, Nueva España. Fue redactado por el bachiller Miguel Sánchez con dedicación al obispo Don Pedro de Barrientos, basándose en la profecía del Apocalipsis 12.

## Importancia
El texto es considerado fundacional de la devoción a la Virgen de Guadalupe en México, por el cual se difundieron por escrito creencias que hasta el momento se habían transmitido de manera oral. El texto informa por primera vez que la imagen venerada por los mexicanos es de origen milagroso y señala como fechas de las apariciones guadalupanas las comprendidas entre 9 y 13 de diciembre de 1531. De esta manera, establecía a la imagen guadalupana como verdadero símbolo de la mexicanidad.
Gracias a esta obra, Miguel Sánchez fue referido por Francisco de la Maza como uno de los "cuatro evangelistas guadalupanos".

### Secciones (como se encuentran escritas en la obra)
- Aprobación del Dr. D. Iván de poblete.
- Al señor doctor.
- Fvndamento de la historia.
- Original prophetico de la santa imagen.
- Misterioso dibujo de la santa imagen en la valerosa conquista de sv ciudad de México.
- Historia de nuestra señora (en latín). 
  - Mvlier Amicta sole.
  - Luna svb pedibvs eivs.
  - Et in capite eivs corona.
  - Ciamabat partvriens, et crv.
  - Factvm est pralivm magnvm.
  - Mvlier fvgit in solitvdinem.
  - Dat æ svnt mvlieri al ædv æ.
  - Et misit serpens ex ore svo.
- Milagroso "Descvbrimiento de la santa imagen con los prodigios de sv aparición.
- Segunda aparición.
- Tercera aparición.
- Quarta aparición.
- Vltima aparición.
- Pincel "Cvidadoso de la santa imagen, que son amorosos elogios retoca sv pintvra. 
  - Apparvit in coelo.
  - Mvlier.
  - Amicta sole.
  - Lvna svb pedievs eivs.
  - Et in capite eivs corona.
  - Mvlier gvgit in solitvdinem.
  - Michael, et Angeli eivs proe.
  - Datæ svnt mvlieri al æ dv æ.
- Solumne colocación de la santa imagen en sv hermita de gvadalvpe.
- Descripción del santvario de gvadalvpe.
- Milagros de la santa imagen de Gvadalvpe.
- Licencia.

## Licencia y privilegio
Esta era el permiso que se tuvo en la época, el cual decía: 
"En México por la viuda d Bernando Calderón en la calle de San Agustín, Año de 1648".